# Muaná
Muaná là một đô thị thuộc bang Pará, Brasil. Đô thị này có diện tích 3765,52 km², dân số năm 2007 là 27758 người, mật độ 7,4 người/km².